# Хай-тек (стиль)

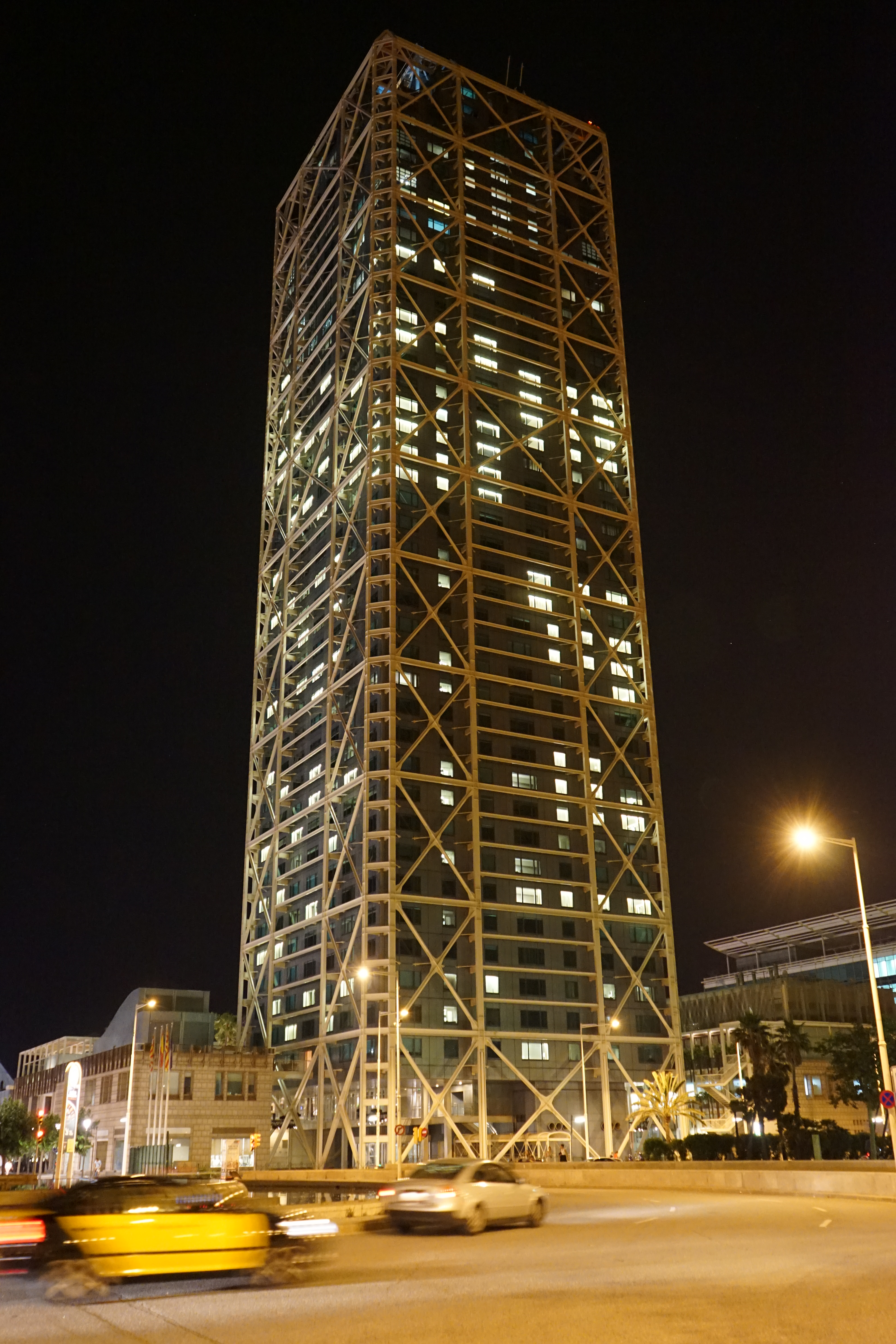
Отель Артс, Барселона

Хай-тек (англ. high-tech < high technology «высокая технология; высокотехнологичный») — стиль в архитектуре и дизайне, зародившийся в недрах позднего модернизма в 1970-х годах и нашедший широкое применение в 1980-х годах. Главные теоретики и практики хай-тека (по большей части практики, в отличие от архитекторов деконструктивизма и постмодернизма) в основном англичане — Норман Фостер, Ричард Роджерс, Николас Гримшоу, на каком-то этапе своего творчества Джеймс Стирлинг и итальянец Ренцо Пиано.

## Истоки
Для становления концепций хай-тека очень важна деятельность группы «Аркигрэм», перенёсшей идеи поп-арта и научной фантастики 1960-х гг. в архитектуру. Также важны с технологической стороны работы Б. Фуллера (геодезические купола; с конца 1960-х по 1983 год он сотрудничал с Н. Фостером), О. Фрая, разрабатывавших кинетические структуры.
Хай-тек, согласно классификации Чарльза Дженкса, относится к позднему модернизму, то есть его характеризуют прагматизм, представление об архитекторе как элитном профессионале, обеспечение архитектурой обслуживания, сложная простота, скульптурная форма, гипербола, технологичность, структура и конструкция как орнамент, анти-историчность, монументальность. Практически все архитектурные критики, вслед за Дженксом, архитекторов хай-тек называют новым поколением модернистов, так как, несмотря на иронию 1970-х, они не порывают с традициями европейской архитектуры, они не спорят с Витрувием: их произведения очень функциональны, удобны, и в них есть своя красота. Но если хай-тек — пик модернизма, даже шире — к идее «современности» в архитектуре, в таком случае хай-тек можно считать поэтичным завершением целой эпохи.

## Ранний хай-тек
Одним из первых важных осуществлённых сооружений хай-тека принято считать Центр Помпиду в Париже (1977), построенный Ричардом Роджерсом и Ренцо Пиано. Поначалу проект был встречен в штыки, но к 1990-м годам споры утихли, и центр стал одной из признанных достопримечательностей Парижа (как некогда Эйфелева башня).
В Англии реальные хай-тек здания появились позже. Первые лондонские сооружения в стиле хай-тек были построены только лишь в 1980—1990-х годах (здание компании Ллойдз, 1986). В какой-то мере медленная реализация современных проектов в духе хай-тека в Англии была связана с политикой принца Чарльза, развернувшего тогда активную деятельность в рамках архитектурного конкурса на реконструкцию площади Патерностер-сквер в 1988 году. Принимая участие в архитектурных дебатах, принц выступил в поддержку новых классицистов и против архитекторов хай-тек, называя их постройки уродующими лицо Лондона. Ч. Дженкс призывает «королей оставить архитектуру архитекторам», даже высказывается мнение, что начинается новая волна монархизма с диктатурой принца в архитектуре.

## Поздний хай-тек
Хай-тек уже с 1980-х годов выражал престиж (все здания хай-тек очень дорогие), Ч. Дженкс называл их «банковскими соборами», можно даже говорить о том, что современный хай-тек формирует имидж крупнейших коммерческих фирм. В Лондоне архитектурные дебаты вокруг хай-тека утихли, а наиболее яркие его представители признаны и пользуются уважением (Норману Фостеру присуждено звание рыцаря).
Начиная с 1990-х годов развивается био-тек и экотек — стили, в противоположность хай-теку, пытающиеся соединиться с природой, не спорить с ней, но войти в диалог (особенно это заметно в работах архитекторов родины хай-тека — Англии и итальянца Р. Пиано).

## Основные черты
- Использование высоких технологий в проектировании, строительстве и инженерии зданий и сооружений.
- Использование прямых линий и форм.
- Широкое применение стекла, пластика, металла, бетона.
- Использование функциональных элементов (лифты, лестницы, системы вентиляции и другие), вынесенных наружу здания.
- Децентрированное освещение, создающее эффект просторного, хорошо освещённого помещения.
- Широкое использование серебристо-металлического цвета.
- Высокий прагматизм в планировании пространства.
- Частое обращение к элементам конструктивизма и кубизма (в противоположность био-теку).
- В виде исключения жертвование функциональностью в угоду дизайну.